# Flood
|  | Per a altres significats, vegeu «OpenNN». |

Flood és un mot provinent de l'anglès que vol dir, literalment, "inundació" o "ofec". Quan s'empra aquesta paraula en l'àmbit informàtic, se sol fer referència a una repetició sistemàtica i desmesurada d'algun missatge a la xarxa en un curt període.
Hi ha diverses definicions del que es podria entendre com a flood. Normalment s'aplica a l'enviament constant, massiu, i en un temps relativament curt, d'informació a una persona per tal d'aconseguir-ne la saturació i que, a l'hora de respondre, superi el límit del servidor, i aquest l'expulsi.
En l'actualitat, però, s'acostuma a fer ús d'aquesta paraula referint-nos a un fòrum. Fer flood en un fòrum, significa escriure missatges (posts) d'una manera repetitiva i seguida. S'acostuma a fer per a aconseguir augmentar el nombre de missatges escrits que té cada persona en aquell fòrum, però també és habitual que usuaris inexperts i novells facin flood sense ser-ne conscients.
Podem també denominar flood tots aquells missatges que no tenen res a veure amb el tema tractat o que se n'han anat desviant. Això és bastant habitual, sobretot als fòrums de discussió, on d'un tema es va a parar a un altre.